# 韦列夏基农村居民点
韦列夏基农村居民点（俄语：Верещакское сельское поселение）是俄罗斯联邦布良斯克州新济布科夫区所属的一个农村居民点。其下辖有8个居民点，行政中心为韦列夏基。据2015年统计，该农村居民点的人口为1327人。